# 7. ústřední výbor Komunistické strany Číny
7. ústřední výbor Komunistické strany Číny (čínsky pchin-jinem Zhōngguó Gòngchǎndǎng dìqījiè Zhōngyāng Wěiyuánhuì, znaky zjednodušené 中国共产党第七届中央委员会) byl nejvyšší orgán Komunistické strany Číny v letech 1945–1956, mezi VII. a VIII. sjezdem. Na VII. sjezdu pořádaném v dubnu–červnu 1945 jeho delegáti zvolili ústřední výbor o 44 členech a 33 kandidátech. Během svého funkčního období se výbor sešel sedmkrát, poprvé v závěru sjezdu, kdy zvolil užší vedení strany – 7. politbyro, ústřední sekretariát a předsedu. Druhé zasedání proběhlo v březnu 1949, nedlouho před koncem občanské války v Číně, následujících pět proběhlo již v na podzim 1949 vzniklé Čínské lidové republice jako jednání vládnoucí strany země.

## Složení
Pořadí podle počtu hlasů při volbě.
Členové ústředního výboru:
1. Mao Ce-tung (毛泽东)
2. Ču Te (朱德)
3. Liou Šao-čchi (刘少奇)
4. Žen Pi-š’ (任弼时, zemřel v říjnu 1950)
5. Lin Po-čchü (林伯渠)
6. Lin Piao (林彪)
7. Tung Pi-wu (董必武)
8. Čchen Jün (陈云)
9. Sü Siang-čchien (徐向前)
10. Kuan Siang-jing (关向应, zemřel v červenci 1946)
11. Čchen Tchan-čchiou (陈潭秋)[pozn. 1]
12. Kao Kang (高岗, sebevražda v srpnu 1954)
13. Li Fu-čchun (李富春)
14. Žao Šu-š’ (饶漱石, odvolán v březnu 1955)
15. Li Li-san (李立三)
16. Luo Žung-chuan (罗荣桓)
17. Kchang Šeng (康生)
18. Pcheng Čen (彭真)
19. Wang Žuo-fej (王若飞, zemřel v dubnu 1946)
20. Čang Jün-i (张云逸)
21. Che Lung (贺龙)
22. Čchen I (陈毅)
23. Čou En-laj (周恩来)
24. Liou Po-čcheng (刘伯承)
25. Čeng Wej-san (郑位三)
26. Čang Wen-tchien (张闻天)
27. Cchaj Čchang (蔡畅; žena)
28. Teng Siao-pching (邓小平)
29. Lu Ting-i (陸定一)
30. Ceng Šan (曾山)
31. Jie Ťien-jing (叶剑英)
32. Nie Žung-čen (聂荣臻)
33. Pcheng Te-chuaj (彭德怀)
34. Teng C’-chuej (邓子恢)
35. Wu Jü-čang (吴玉章)
36. Lin Feng (林枫)
37. Tcheng Taj-jüan (滕代远)
38. Čang Ting-čcheng (张鼎丞)
39. Li Sien-nien (李先念)
40. Sü Tche-li (徐特立)
41. Tchan Čen-lin (谭震林)
42. Po I-po (薄一波)
43. Wang Ming (Čchen Šao-jü; 王明, 陈绍禹)
44. Čchin Pang-sien (Po Ku; 秦邦宪, 博古, zemřel v dubnu 1946)

Kandidáti ústředního výboru:
1. Liao Čcheng-č’ (廖承志, od března 1949 člen ÚV)
2. Wang Ťia-siang (王稼祥, od března 1949 člen ÚV)
3. Čchen Po-ta (陈伯达, od března 1949 člen ÚV)
4. Chuang Kche-čcheng (黄克诚, od března 1949 člen ÚV)
5. Wang Šou-tao (王首道, od září 1956 člen ÚV)
6. Li Jü (黎玉, odvolán v červnu 1950）
7. Teng Jing-čchao (邓颖超, od září 1956 člen ÚV; žena)
8. Čchen Šao-min (陈少敏, od září 1956 člen ÚV; žena)
9. Liou Siao (刘晓)
10. Tchan Čeng (谭政)
11. Čcheng C’-chua (程子华)
12. Liou Čchang-šeng (刘长胜)
13. Su Jü (粟裕; Tung）
14. Wang Čen (王震)
15. Sung Žen-čchiung (宋任穷)
16. Čang Ťi-čchun (张际春)
17. Ulanfu (乌兰夫; Mongol)
18. Čao Čen-šeng (赵振声, Li Pao-chua)
19. Wang Wej-čou (王维舟)
20. Wan I (万毅; Mandžu）
21. Ku Ta-cchun (古大存)
22. Ceng Ťing-ping (曾镜冰)
23. Čchen Jü (陈郁)
24. Ma Ming-fang (马明方)
25. Lü Čeng-cchao (吕正操)
26. Luo Žuej-čching (罗瑞卿)
27. Liou C’-ťiou (刘子久, odvolán v červnu 1950）
28. Čang Cung-sün (张宗逊)
29. Čchen Keng (陈赓)
30. Wang Cchung-wu (王从吾)
31. Si Čung-sün (习仲勋)
32. Siao Ťin-kuang (肖劲光)
33. Liou Lan-tchao (刘澜涛)

## Jednání
1. zasedání 19. června 1945 v Jen-anu
Zvoleno užší vedení strany: politbyro ve složení Mao Ce-tung, Ču Te, Liou Šao-čchi, Čou En-laj, Žen Pi-š’, Čchen Jün, Kchang Šeng, Kao Kang, Pcheng Čen, Tung Pi-wu, Lin Po-čchü, Čang Wen-tchien a Pcheng Te-chuaj. K běžnému řízení strany ze členů politbyra vybrán pětičlenný ústřední sekretariát (Mao Ce-tung, Ču Te, Liou Šao-čchi, Čou En-laj a Žen Pi-š’). Mao Ce-tung zvolen předsedou ústředního výboru.
2. zasedání 5.–13. března 1949 v Si-paj-pcho (v okrese Pching-šan v provincii Che-pej)
Jednání během vítězného závěru občanské války s Kuomintangem. Mao Ce-tung přednesl zprávu zaměřenou na činnost strany po skončení bojů, zdůrazňující potřebu chránit se před „neozbrojenými nepřáteli“ a „kulkami pokrytými cukrem“. Ústřední výbor rozhodl o svolání Čínského lidového politického poradního shromáždění se zastoupením komunistů, spojeneckých politických stran, společenských organizací a nestraníků.
Liao Čcheng-č’, Wang Ťia-siang, Čchen Po-ta a Chuang Kche-čcheng převedeni z kandidátů na členy ústředního výboru.
3. zasedání 6.–9. června 1950 v Pekingu
První zasedání po založení Čínské lidové republiky. Soustředilo se na hodnocení práce Ústřední lidové vlády, o jejíž činnosti přednesli zprávy Mao Ce-tung, Liou Šao-čchi a Čchen Jün. Nie Žung-čen referoval o reorganizaci Čínské lidové osvobozenecké armády.
Z ústředního výboru odvoláni kandidáti Li Jü a Liou C’-ťiou.
4. zasedání 6.–10. února 1954 v Pekingu
Mao Ce-tung se neúčastnil, zprávu politbyra přednesl Liou Šao-čchi. Kritizován Kao Kang.
5. zasedání 4. dubna 1955 v Pekingu
Zasedání následovalo po březnové stranické konferenci, potvrdilo rezoluci konference o pětiletém plánu.
Z ústředního výboru vyloučen Žao Šu-š’. Lin Piao a Teng Siao-pching zvoleni členy politbyra (místo zemřelých Žen Pi-š’ho a Kao Kanga).
6. zasedání 4.–11. října 1955 v Pekingu
Přijato usnesení o kolektivizaci a socialistické transformaci zemědělství. Rozhodnuto o svolání VIII. sjezdu strany.
7. zasedání 22. srpna – 13. září 1956 v Pekingu
Zasedání se věnovalo přípravám na nadcházející sjezd strany.
Wang Šou-tao, Teng Jing-čchao a Čchen Šao-min převedeni z kandidátů na členy ústředního výboru.